# Mumbai FC
Der Mumbai FC ist ein Fußballverein aus Mumbai, Indien. Derzeit spielt er in der höchsten Liga des Landes, der I-League 1. Division. Seine Heimspiele trägt er im Cooperage Ground aus. Gegründet wurde der Mumbai FC 2007 und wurde im ersten Jahr Meister der 2. Liga stieg in die erste Liga auf. Als Aufsteiger beendete der Verein die Saison auf dem siebten Platz.

## Vereinserfolge

### National
- I-League 2. Division

Meister und Aufstieg 2007/08

## Erläuterungen / Einzelnachweise
1. ↑  Indian Football: Transfer Season 2012/13 - Version 12  (Seite nicht mehr abrufbar, festgestellt im Dezember 2018. Suche in Webarchiven)  Info: Der Link wurde automatisch als defekt markiert. Bitte prüfe den Link gemäß Anleitung und entferne dann diesen Hinweis.
2. ↑  rsssf.org: Saisonübersicht im Detail